# Denys Olijnyk
Denys Viktorovyč Olijnyk (in ucraino Денис Вікторович Олійник?; Zaporižžja, 16 agosto 1987) è un ex calciatore ucraino, di ruolo centrocampista.

## Palmarès

### Club

#### Competizioni nazionali
- Supercoppa d'Ucraina: 1

Dinamo Kiev: 2007